# Claudius Rey

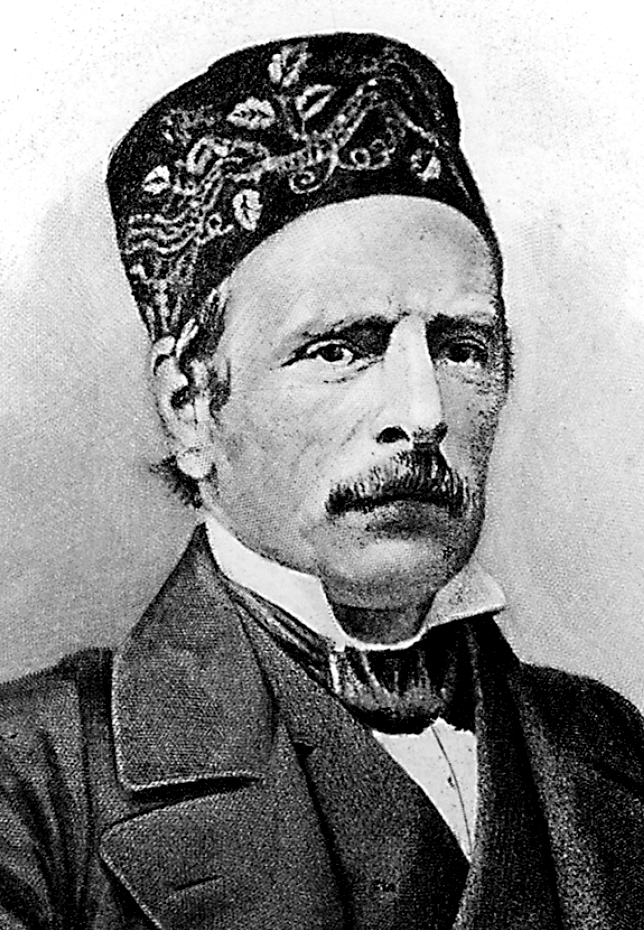
Claudius Rey (um 1890)

Claudius Rey (* 2. September 1817 in Lille; † 31. Januar 1895 ebenda)  war ein französischer Entomologe.

## Herkunft und Leben
Reys Familie besaß eine florierende Druckerei, die 1847 in Konkurs ging. Einer seiner Onkel, der Besitzer eines Weinbergs war, auf dem Morgon angebaut wurde, bot ihm eine Anstellung an. Von der Entomologie begeistert, begann er eine Zusammenarbeit mit Étienne Mulsant, der zu dieser Zeit an der Histoire naturelle des coléoptères de France (deutsch Naturgeschichte der Coleoptera Frankreichs) arbeitete.
Im Jahr 1852 ließ sich er in Lyon in der Residenz seines Bruders in Saint-Genis-Laval nieder, wobei er seine Winterferien in Südfrankreich auf der Suche nach Insekten verbrachte. Seine Arbeit mit Mulsant währte bis zu dessen Tod. Der größte Teil der Texte über die Staphylinidae war das Werk beider Entomologen, jedoch waren fünf Teile (Habrocerinae, Tachyporinae, Trichophyinae, Picropeplinae und Steninae) das alleinige Werk von Rey.
Die Coleoptera waren nicht die einzige Studie von Mulsant und Rey, denn sie schrieben auch das im Februar 1878 veröffentlichte Werk mit dem Titel Naturelle des punaises de France (deutsch  Naturgeschichte der Hemiptera Frankreichs). Zusätzlich zu diesen Veröffentlichungen schrieb Claudius Rey auch viele Artikel über Coleoptera in Zeitschriften. Er beschrieb u. a. 8 Gattungen und 48 Arten. Neben dem Namen von Mulsant tragen 116 Gattungen und 407 Arten auch seinen Namen.

## Publikationen
- Mit Martial Étienne Mulsant: Histoire naturelle des punaises de France, Paris : F. Savy, 1865–1879. OCLC 13647729
- Mit Martial Étienne Mulsant: Histoire naturelle des Coléoptères de France : Brévipennes (Aléochariens) [Dinardaires. Gymnusaires. Diglossaires. Hygronomaires. Oligotaires], Paris : Deyrolle fils, 1873. OCLC 910494930
- Claudius Rey: Annales de la Société Linnéenne de Lyon et des Société Botanique de Lyon, Société d'Anthropologie et de Biologie de Lyon réunies. 1883, Kap. 42 (französisch, deutsche-digitale-bibliothek.de [abgerufen am 11. Januar 2022]).